# Adilşah Kadın
Ayşe Adilşah Kadınefendi (en turco otomano: عادلşہ کیڈینفینڈی, "el vivo" o "femenino" y "equidad/justicia del Şah" o "corazón del Şah", 1748-19 de diciembre de 1803) fue la esposa del sultán Mustafa III del Imperio Otomano.
El título completo era: Devletlu İsmetlu Ayşe Adilşah Kadıfendi Aliyyetü'ş-Şân Hazretleri

## Vida
El 15 de diciembre de 1765 dio a luz a su primer hijo, una niña, Beyhan Sultan en el Palacio de Topkapi. Dos años más tarde, el 14 de junio de 1768, dio a luz a su segundo hijo, Hatice Sultan, en el Palacio de Topkapi. Después de la muerte de Mustafa en 1774, ella y sus hijas se instalaron en el Palacio Viejo.
Tenía dos instituciones, que están registradas en el Archivo VGM con el número K.171. En la fundación original, fechada en 1795, parece haber dedicado la mezquita que había construido en Constantinopla y haber especificado los oficiales de la mezquita, los servicios que realizarían y sus salarios. También dedicó tres grandes fincas y una parcela de árboles y edificios para constituir los ingresos de la fundación. En la fundación zeyl, fechada en 1797, existen disposiciones relativas a la reorganización de los síndicos de la fundación.
Después de su muerte, la hija de Beyhan construyó una escuela cerca del Palacio de Yeşilioğlu, frente al Palacio Hatice Sultan, en memoria de su madre. En 1805, Hatice construyó la Mezquita Adilsakh Kandin en su memoria.
La mezquita se alzaba sobre un gran montículo rodeado por un muro uniforme. Por otro lado, la escuela primaria que lleva su nombre estaba en el lado opuesto del patio frente al Palacio Tekfur, al lado de Şişehane y estaba hecha de madera.